# Mỹ An, Phù Mỹ
Mỹ An là một xã ven biển nằm ở trung tâm huyện Phù Mỹ, tỉnh Bình Định, Việt Nam.

## Địa lý
Xã Mỹ An có diện tích 24,07 km², dân số năm 1999 là 7.602 người, mật độ dân số đạt 316 người/km².
Xã có điều kiện giao thông hết sức thuận lợi với ngã 3 Chánh Giáo và 2 tuyến đường liên tỉnh 632 và 639 đi qua. Xã cũng có nhiều địa danh du lịch nổi tiếng như Hồ Đá Bàn, ...

## Hành chính
Xã Mỹ An được chia thành 7 thôn: Chánh Giáo, Hòa Ninh, Thuận Đạo, Xuân Bình, Xuân Phương, Xuân Thạnh, Xuân Thạnh Nam.
Xã Mỹ An nằm ở trung tâm dải bờ biển phía đông huyện Phù Mỹ, có vị trí địa lý:
- Phía đông giáp Biển Đông.
- Phía tây giáp xã Mỹ Lợi.
- Phía nam giáp xã Mỹ Thọ.
- Phía bắc giáp xã Mỹ Thắng.

## [1]Tham khảo
1. ↑  "Đề xuất nhà máy gang thép và cảng biển 57.000 tỉ đồng tại Bình Định, Long Sơn mạnh đến đâu?". Báo tin tức và phân tích chuyên sâu kinh tế, quốc tế, y tế. ngày 9 tháng 7 năm 2021. Truy cập ngày 19 tháng 1 năm 2022.